# Embalse de Los Corrales de Buelna
El embalse de Los Corrales de Buelna se encuentra localizado entre la localidad homónima y Las Fraguas, junto a la N-611. Pertenece a la cuenca hidrográfica del Cantábrico y represa las aguas del río Besaya.
La presa fue construida en el año 1955 y es de gravedad, proyectada por R. Benavente. Tiene una superficie de 24 ha, y una capacidad de 0,11 hm³.